# 아이브록스 스타디움
아이브록스 스타디움(Ibrox Stadium)은 스코틀랜드 글래스고의 축구 경기장이다. 옛 이름은 아이브록스 파크(Ibrox Park)였다. 스코틀랜드 프리미어리그의 명문팀 레인저스 FC의 홈 경기장으로 사용되고 있다.

## 사진

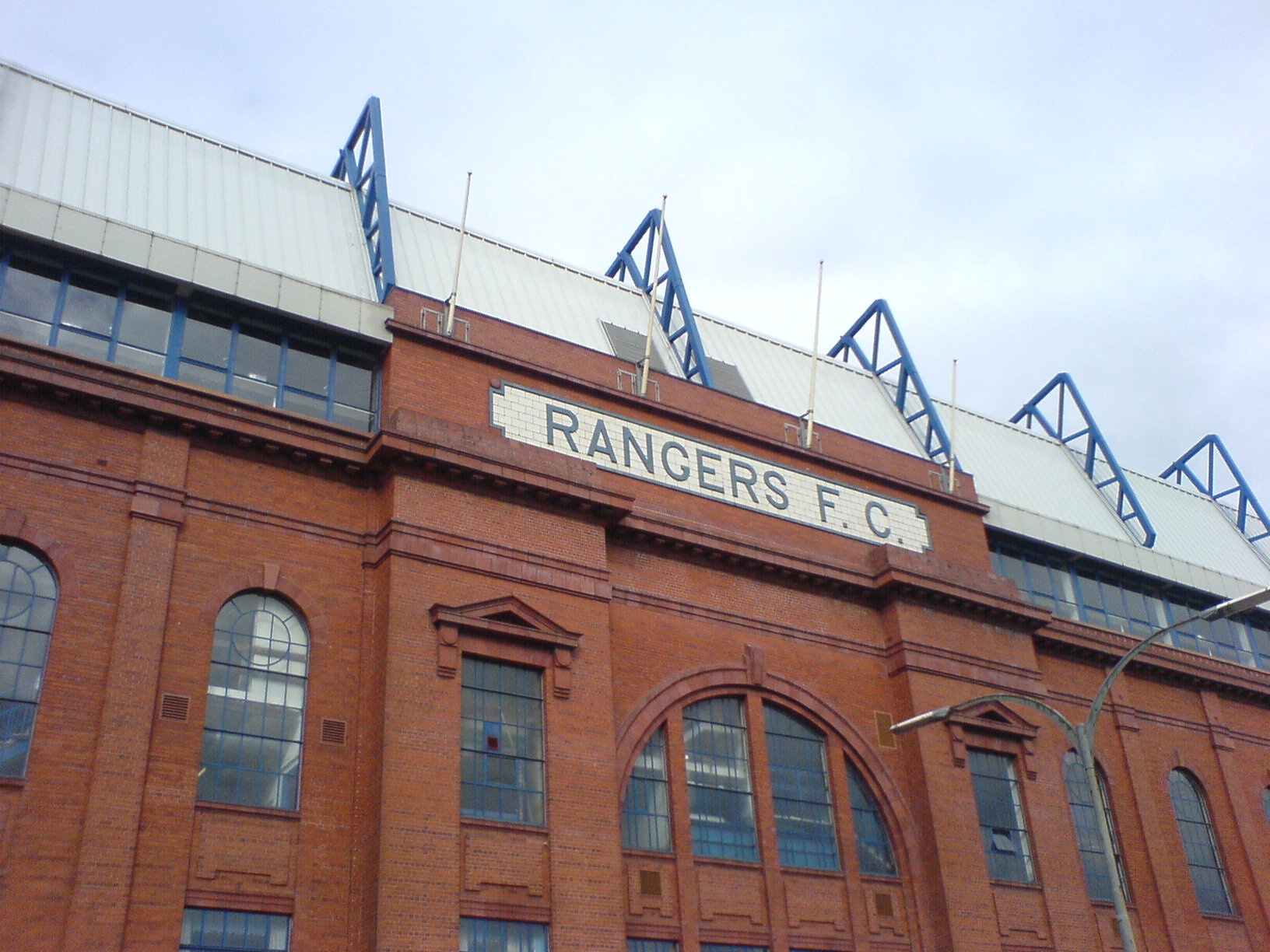
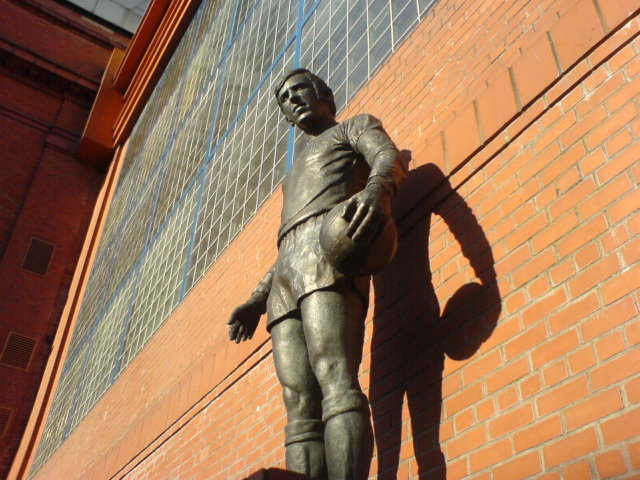
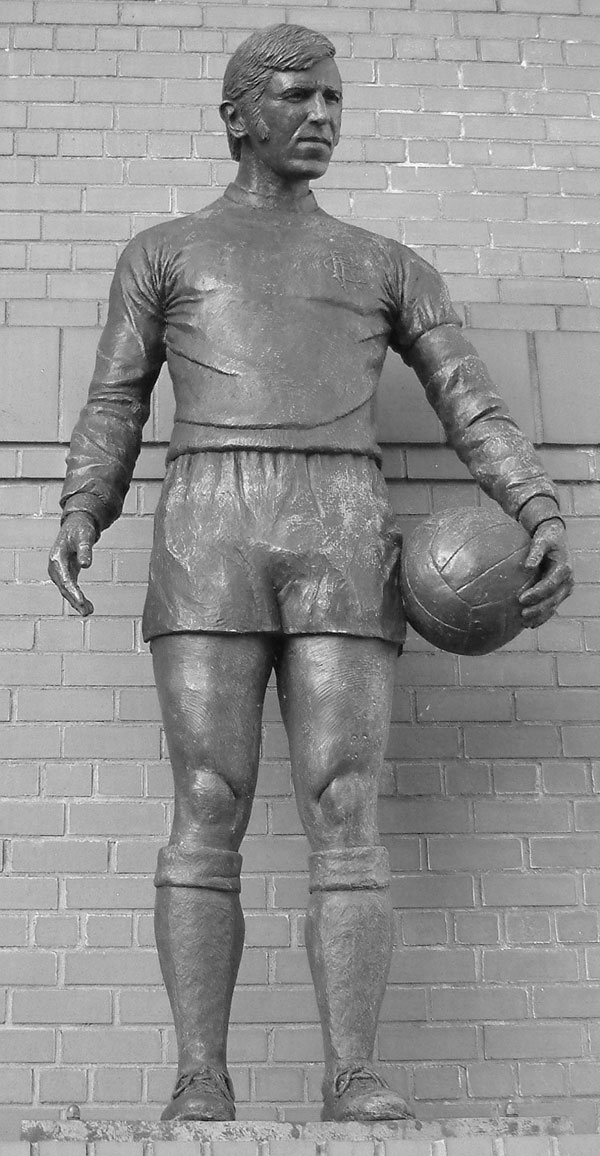
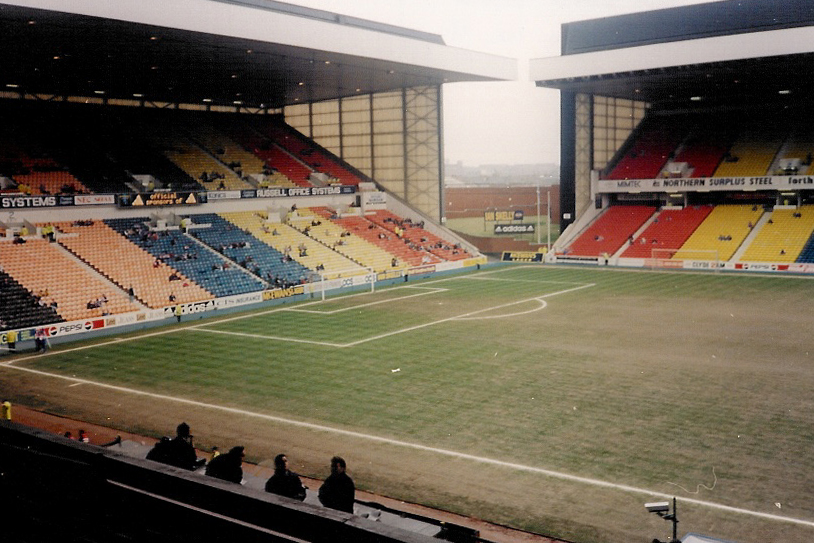
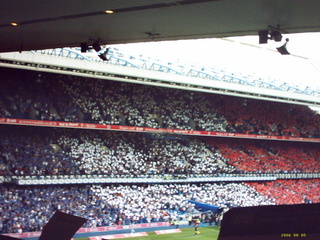
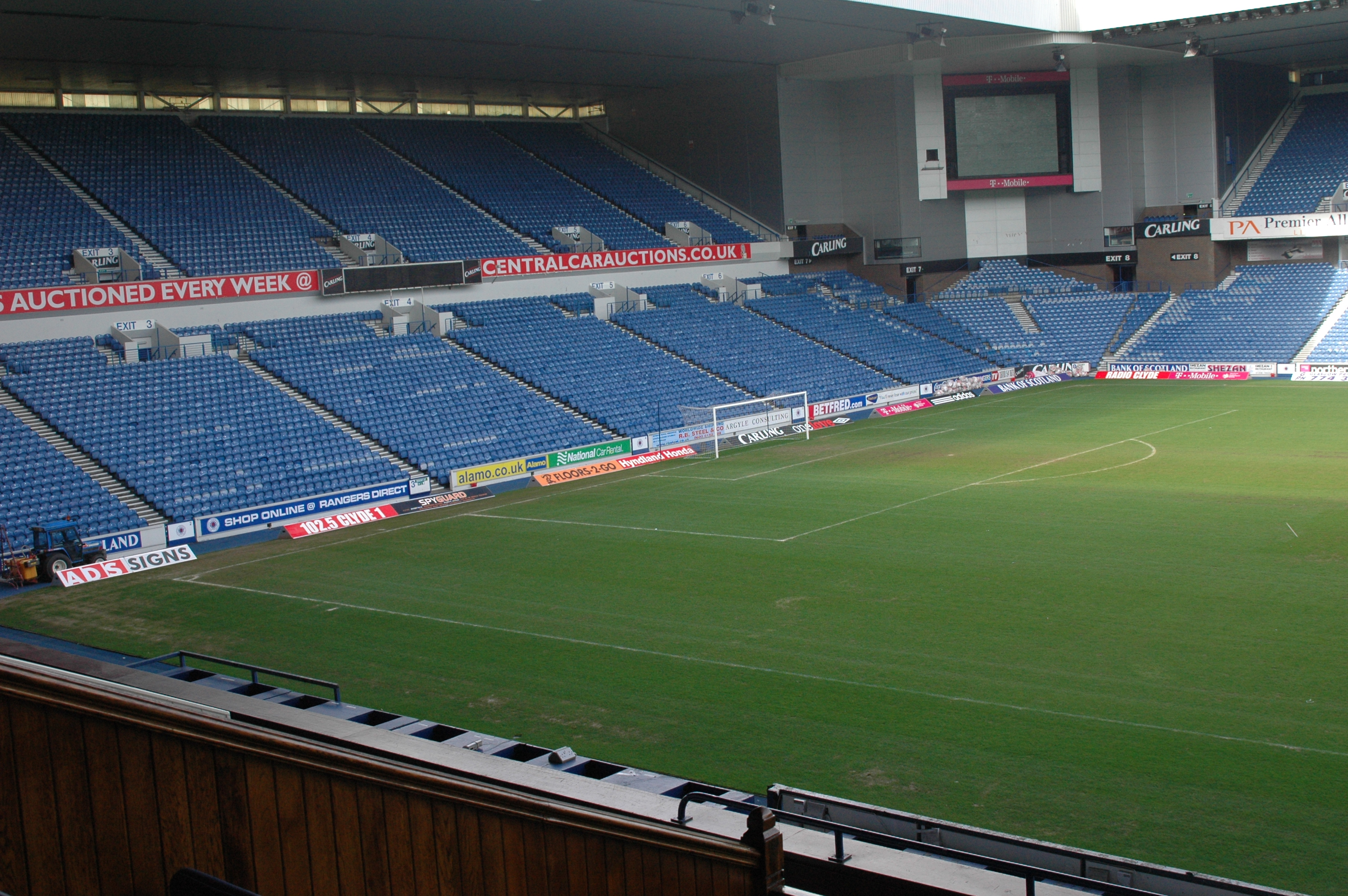
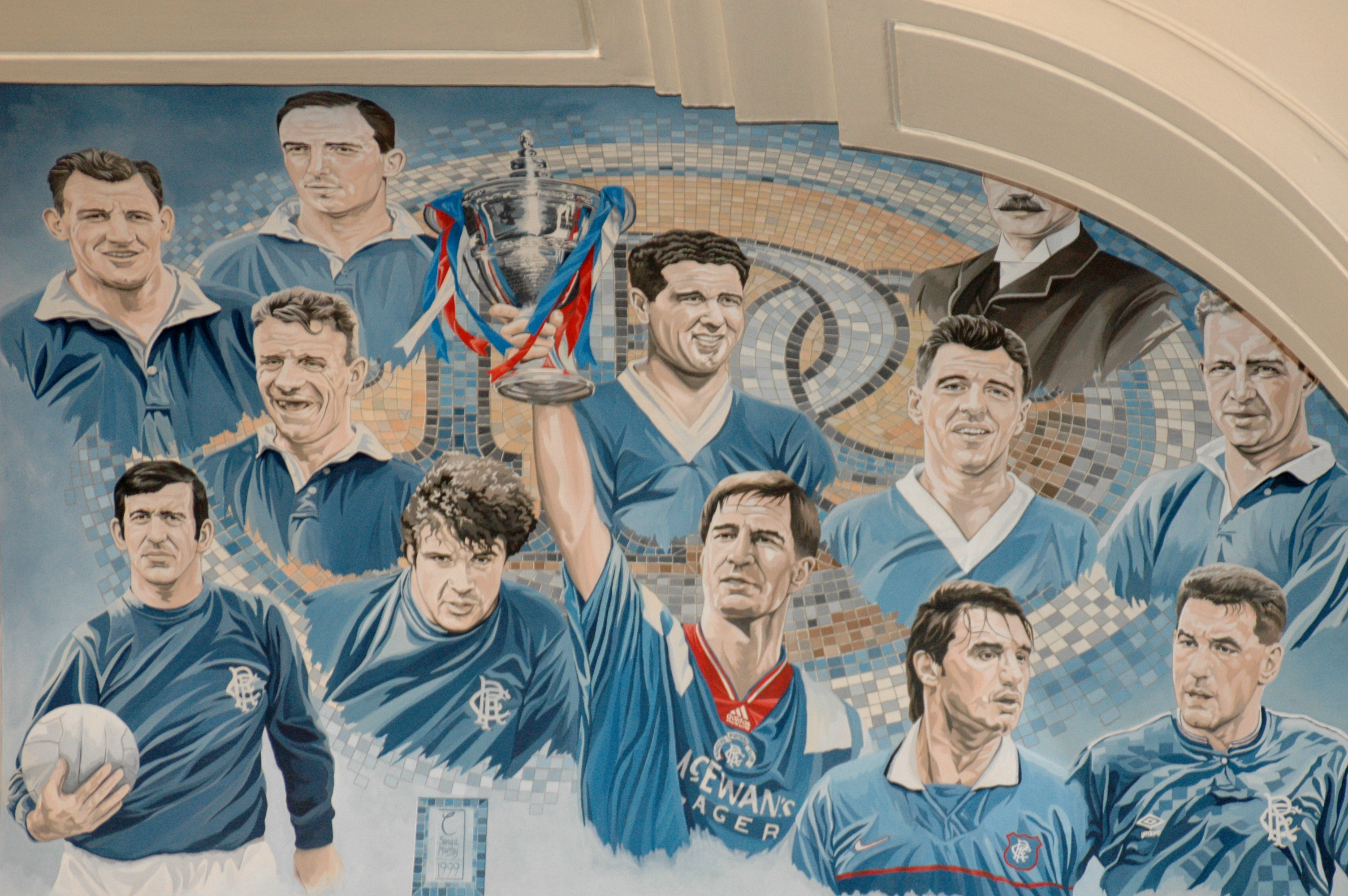
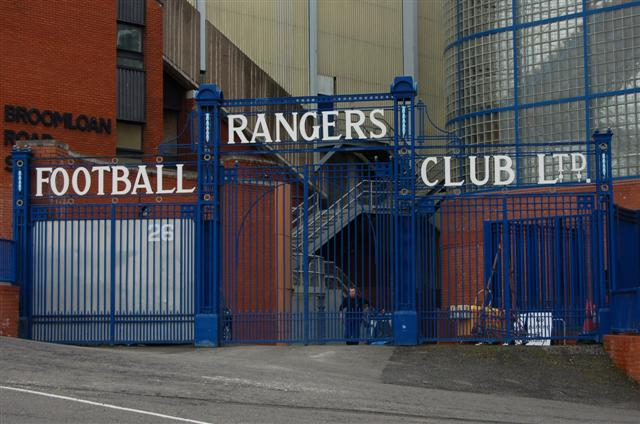
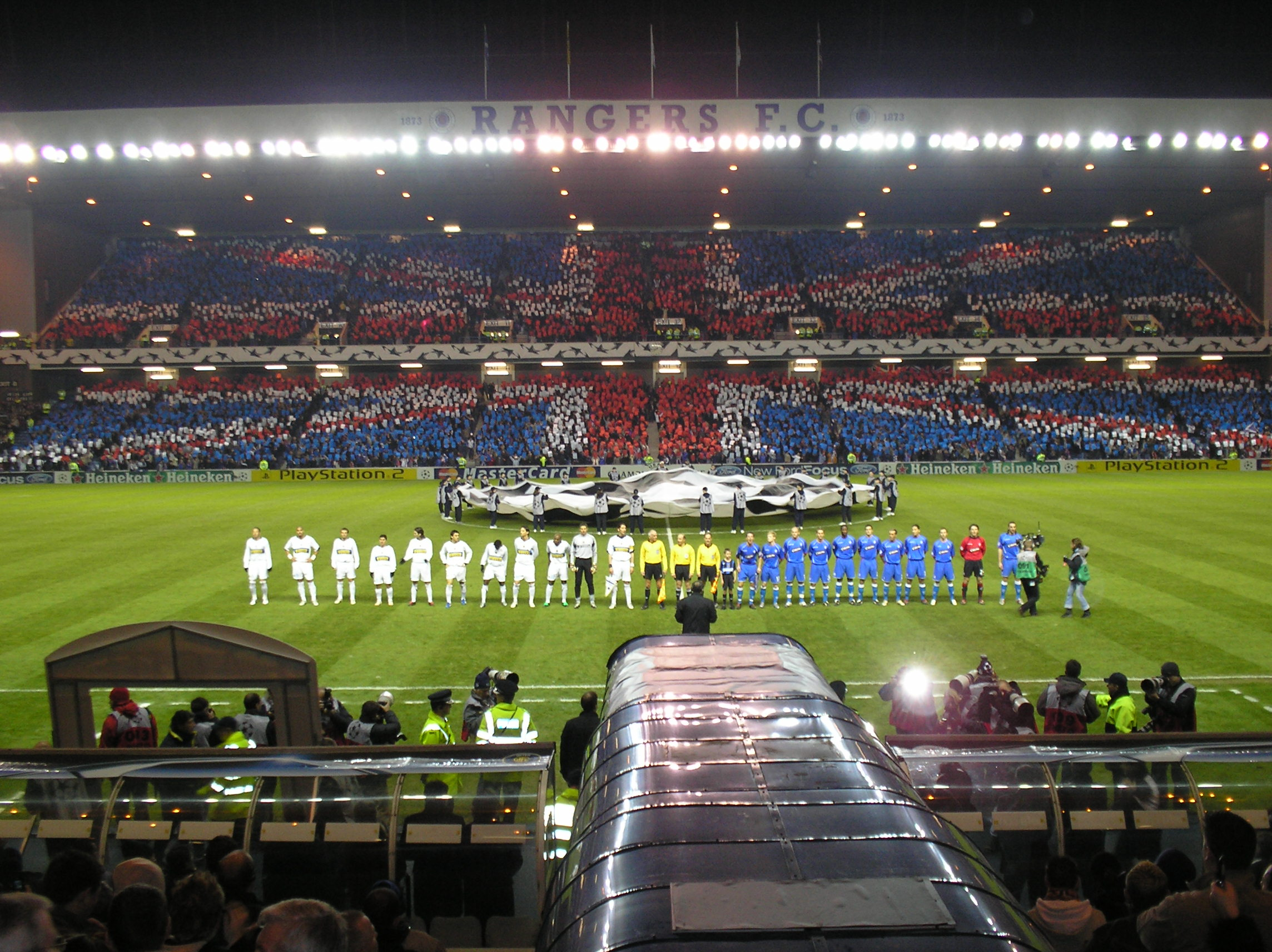

## 기록

### 1972년 UEFA 슈퍼컵
| 날짜            | 팀 1        | 스코어 | 팀 2       | 라운드 |
| --------------- | ----------- | ------ | ---------- | ------ |
| 1973년 1월 16일 | 레인저스 FC | 1 - 3  | AFC 아약스 | 1차전  |